# Hattersheim am Main
Hattersheim am Main è un comune tedesco di 28 528 abitanti (al 30 giugno 2006) situato nei pressi di Francoforte. 
Il comune e suddiviso in tre frazioni: Hattersheim, Okriftel e Eddersheim. L'ultime due sono situati sulla sponda del fiume Meno.
Hattersheim era conosciuta nel passato come Stadt der Rosen (Comune delle rose) per la sua produzione di questi fiori e per la produzione del cioccolato Sarotti.